# LHS 288
LHS 288 är en ensam stjärna i norra delen av stjärnbilden Kölen. Den har en skenbar magnitud av ca 13,92 och kräver ett kraftfullt teleskop för att kunna observeras. Baserat på parallax enligt Gaia Data Release 3 på ca 207 mas, beräknas den befinna sig på ett avstånd på ca 15,8 ljusår (ca 4,8 parsek) från solen.

## Egenskaper
LHS 288 är en röd dvärgstjärna i huvudserien av spektralklass M5 V. Den har en effektiv temperatur av ca 3 300 K.

## Planetsystem
Observbationer 2007 tyder på att stjärnan kan hysa en exoplanet med en massa så liten som 2,4 jordmassor. Möjligheten att den passerade en oupptäckt svag stjärna kunde emellertid inte uteslutas.